# Централно-северен регион (Буркина Фасо)
Централно-северният регион (на френски: Centre-Nord) на Буркина Фасо е с площ 19 840 квадратни километра и население 1 687 858 души (по изчисления за юли 2018 г.). Столицата на региона е град Кая, разположен на около 95 километра от столицата на Буркина Фасо Уагадугу. Централно-северният регион е разделен на 3 провинции – Бам, Наментенга и Санматенга.